# Oskar Andersson

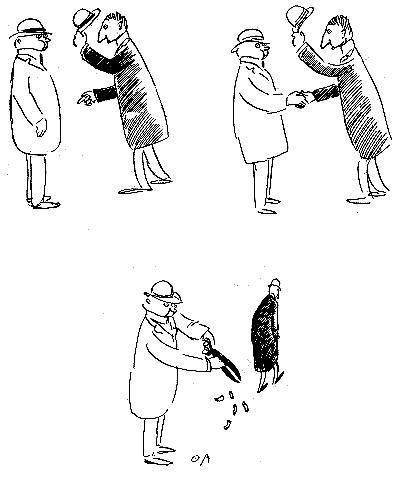
Mannen som gör vad som faller honom in (Serie 1902–1906)

Oskar Emil Andersson (* 11. Januar 1877 auf Kungsholmen in Stockholm; † 28. November 1906 auf Ekerö) war ein schwedischer Comiczeichner und einer von Schwedens ersten echten Comic-Herstellern.
Mit zwanzig Jahren debütierte er mit seinen Karikaturen im Söndags Nisse-Magazin, wo er bald darauf einen Arbeitsvertrag bekam. Inspiriert von den frühen Comic-Künstlern aus den USA und England im späten 19. Jahrhundert zeichnete Andersson die ersten wiederkehrenden Comicstrips in Schweden rund um die Jahrhundertwende: Bröderna Napoleon och Bartholomeus från Lunds Grönkoping Resa Jorden Runt (über zwei Brüder auf Weltreise), Mannen som vad gör som faller honom in (über einen Mann, der alles macht, was ihm in den Sinn kommt) und Urhunden (über einen Mann, der sich einen Dinosaurier hält).
1906 beging er, vermutlich an Depressionen leidend, Suizid.